# Коломенский, Геннадий Васильевич
 Коло́менский Генна́дий Васи́льевич  (16 мая 1941 — 24 июня 2014) — советский и российский моряк, капитан-наставник барка «Крузенштерн» (1979—2014).

## Биография
Родился 16 мая 1941 года в Кронштадте. Отец, Коломенский Василий Васильевич, 1912 года рождения, более 40 лет проработал на Кронштадтском Морском заводе.
В 1958 году окончил среднюю школу № 423 в городе Кронштадте. После окончания школы с сентября 1958 года по июнь 1960 года и с ноября 1963 года по октябрь 1969 года работал на Кронштадтском Морском заводе по основной специальности слесарь-монтажник. Дополнительно освоил специальности газоэлектросварщика и стропаля-такелажника.
С 1958 года активно занимался парусным спортом, принимал участие в местных, республиканских и международных соревнованиях. В марте 1974 года получил диплом судоводителя в Ленинградском высшем мореходном училище (ныне Государственная морская академия имени адмирала С. О. Макарова).
Во время эксплуатации барка «Крузенштерн» многократно принимал участие в различных международных морских событиях, праздниках и фестивалях, морских и океанских гонках.
За успешное выполнение правительственного задания в 1985 году — участие в крупном международном морском событии «450-летия открытия Канады» и победу в трансатлантической гонке на «Мировой кубок портов Канады» — был награждён орденом «Дружбы народов».
В 1992 году принимал участие в морских мероприятиях мирового масштаба «Grand Regata Columbus-92 Quincentenary», посвященных 500-летию плавания Христофора Колумба в Америку, в которых участвовали практически все крупные парусники мира, всего более 200 судов различных классов. В трансатлантической гонке Бостон (США) — Ливерпуль (Великобритания), барк «Крузенштерн»» занял первое место среди судов класса «А». Это было впервые, когда российский парусник занял первое место в океанских гонках.
Следующий большой успех в гонках парусных судов через Атлантический океан пришёлся на долю барка «Крузенштерн» и его капитана в 2000 году, когда проводилась «Tall Ships Races». В трансатлантическом переходе Галифакс (Канада) — Амстердам (Нидерланды) барк занял первое место. За победу экипаж вторично получил почетный переходящий приз «Мировой кубок портов Канады», а капитану Г. В. Коломенскому был вручен специальный приз «Vicky Scott Trophy».
Г. В. Коломенский был одним из организаторов и непосредственно руководил технической подготовкой барка «Крузенштерн» к двум кругосветным плаваниям: 1995—1996 годов, посвященного 300-летию Российского флота и 2005—2006 годов, посвященного 60-летию победы советского народа в Великой Отечественной войне и 200-летию окончания первой кругосветной экспедиции российских моряков под руководством И. Ф. Крузенштерна.
По итогам кругосветных экспедиций Г. В. Коломенский был награждён орденом «Дружбы» и орденом «За морские заслуги».
В 2009—2010 годах принимал участие в международной трансатлантической и тихоокеанской экспедиции барка «Крузенштерн» с представительством судна на зимней Олимпиаде в Ванкувере.
Похоронен в г. Калининграде на кладбище «Цветковское», сектор 3Б.

## Карьера
- Сентябрь 1958 — июнь 1960 — Слесарь-монтажник. Кронштадтский Морской завод
- Июль 1960 — октябрь 1963 — Срочная служба в ВС. Старший механик по ремонту радиосредств, в/ч № 31234, ПВО
- Ноябрь 1963 — октябрь 1969 — Слесарь. Кронштадтский Морской завод
- Октябрь 1969 — март 1973 — Матрос барка «Крузенштерн». Рижская база тралового флота
- Март 1973 — апрель 1974 — Инженер-методист барка «Крузенштерн». Рижская база тралового флота
- Апрель 1974 — апрель 1975 — 4-й помощник капитана барка «Крузенштерн». Рижская база тралового флота
- Апрель 1975 — июнь 1978 — 2-й помощник капитана барка «Крузенштерн». Рижская база тралового флота
- Июнь 1978 — апрель 1982 — Старший помощник капитана барка «Крузенштерн». Рижская база тралового флота
- В 1979 году впервые поднялся на капитанский мостик
- Декабрь 1982 — январь 1983 — Капитан барка «Крузенштерн». Рижская база тралового флота
- Январь 1983 — декабрь 1992 — Капитан барка «Крузенштерн». Эстонское производственное объединение рыбной промышленности
- Декабрь 1992 — март 1996 — Капитан барка «Крузенштерн». Балтийская государственная академия рыбопромыслового флота
- Март 1996 — июнь 2014 — Капитан-наставник барка «Крузенштерн». Балтийская государственная академия рыбопромыслового флота

## Литературные произведения
- Паруса России. «Крузенштерн» (Калининград, 2010, в соавторстве с В. А. Волкогон и М. В. Новиков).

## Награды и звания
- орден Дружбы народов (1986)
- Орден Дружбы (1997)
- орден «За морские заслуги» (2007)
- медаль 300 лет Российскому флоту (1996)
- медаль «300 лет Балтийскому флоту» (2004)
- медаль За спасение погибавших (2005)
- медаль «Адмирал Кузнецов» (2006)
- золотая медаль «За вклад в развитие агропромышленного комплекса» России (2006)
- медаль «За отличие в морской деятельности» (2006) Морской коллегии при Правительстве Российской Федерации
- медаль «За заслуги в развитии рыбного хозяйства России» (II степени — 2009; I степени — 2011)
- почётный работник рыбного хозяйства (1995)
- почётный работник морского флота (1996)
- лауреат конкурса «Человек. Событие. Время» в номинации «Мастер» (2001)
- заслуженный мастер спорта (2001)
- почётный гражданин города Калининграда (2012)

## Интересные факты
- В 2000 году барк «Крузенштерн» участвовал в трансатлантической гонке от Галифакса (Канада) в Европу. На шестые сутки после старта из Канады на польской шхуне «Погория» произошёл несчастный случай —  спортсменка-практиканта упала с мачты и получила перелом таза. Требовался врач, который был на  «Крузенштерне».  После запроса и эвакуации практикантки с «Погории» Г. В. Коломенский принял решение выйти из гонки и доставить пострадавшую для стационарного лечения обратно в Канаду. На операции по эвакуации пострадавшей «Крузенштерн» потерял более 40 часов, но вернулся на место, на котором вышел из гонки, и продолжил её, хотя и находился на тот момент на последнем месте. Он взял севернее основной группы участников гонки и поймал попутный ветер (1 августа передовые участники соревнований попали в штиль). В итоге «Крузенштерн» занял первое место.
- Однажды в Ирландском море, когда во время гонки корабли попали в сильное встречное течение, Г.В. Коломенский приказал отдать якорь. «Крузенштерн» остановился и пять часов стоял на якоре. Часть судов, которые его обогнали, за счет встречного течения скатились назад, а «Крузенштерн» остался стоять на месте.
- Вместо капитанской фуражки Г. В. Коломенский принципиально носил бейсболку
- Любимая цитата: "Je crois bien que j'etais un bon marin". (Мне кажется, я был хорошим моряком)